# Geckolepis megalepis
Tắc kè vảy cá (Danh pháp khoa học: Geckolepis megalepis) là một loài tắc kè trong họ Gekkonidae thuộc bộ bò sát có vảy Squamata được phát hiện ở Madagascar. Chúng là loài tắc kè mới có cách lột xác có phần ghê sợ khác với các loài khác.

## Đặc điểm
Đây là loài tắc kè lột vảy như cá, đỏ hỏn như chuột lột, chúng lột xác khá thường xuyên. Tắc kè lột xác hay tắc kè lột da là một hiện tượng tự nhiên. Chúng sẽ cọ thân mình vào cành cây thô ráp để lớp da cũ rách ra, sau đó từ từ chui ra khỏi lớp da cũ nhưng lột toàn bộ phần da, để trơ thịt bên trong, các vảy của tắc kè vảy cá được gắn với da bằng một kết nối hẹp.
Bên trên lớp da có những vùng hình thành như giấy đục lỗ. Vì thế chỉ cần Geckolepis cựa mình cọ vào thân cây, phần vảy cá dễ dàng tượt ra làm cho ngoại hình của tắc kè sau khi lột vảy, chúng đỏ hỏn như chuột. Tuy nhiên, khi bị bắt, việc tái tạo lớp da dường như khó khăn hơn. Đồng thời bộ xương của tắc kè và nhận thấy vài điểm khác biệt đáng chú ý.